# Hít
Hit (arabul: هيت), város Irakban, al-Ánbár tartományban, a szunnita háromszögben.
Az 1980-ban a népszámlálás adatai alapján 6.808 lakosa volt.

## Fekvése
Az Eufrátesz folyó jobb partján, két dombon épült, Ramáditól 32 km-re fekvő település.

## Története
Hít ősi település. Tuttul néven már i. e. 2371-2316 táján Sarrukín akkád király feliratain is szerepelt.
Óbibliai szövegek is említették Idu néven, s így nevezték az asszírok is.
Hít már az ókorban is híres volt aszfaltkutairól. Babilonban az itteni bitument építkezéseknél használták kötőanyagként, de hajókat is szigeteltek vele, ennek köszönhetően hajóépítőipara is fellendült.
A várost Isz néven Hérodotosz is említette:
"Babilontól nyolcnapi járóföldre van egy másik város, amelynek Isz a neve...innen szállították a szurkot a babilóni falvak építéséhez."
II. Sápúr (309-379) Szasszanida uralkodó hatalmas árkot ásatott, hogy a sivatagi beduinoktól megvédje a termékeny földet. Az árok Hittől Ubulláig húzódott, és még 629-ben, az arab hódítás idején is létezett.
A város a középkorban fallal körülvett, erős helység volt, nagy várral, melynek gyümölcsöskertjeit, pálmaligeteit már az arab utazók is dicsérték, de híres volt boráról is, melyet a 8. században Abu Nuvász is említett egyik versében.
Az Eufráteszen itt keltek át az Aleppóból Bagdad felé tartó karavánok, mely a települést virágzó kereskedővárossá tette.
A dombra épült városka festői látványt nyújt, a főútról megközelítve. Még láthatók itt-ott régi falának maradványai is. A város északi oldalán, Eufrátesz partján még állnak a folyóba nyúló vízemelő kerekek, melyeket ma már ugyan nem használnak, de régen ezek segítségével öntözték a környező területeket. A település aszfaltforrásai is már csak turisztikai látványosságok, de a város környékén kénlerakódásokat, bituminsziklákat is lehet látni.
A város szélén levő temetőben pedig érdekes kupolás síremlékek láthatók.